# 三浦明敬
三浦 明敬（みうら あきひろ）は、江戸時代中期の大名で、下野壬生藩の第3代藩主、日向延岡藩主、三河刈谷藩初代藩主。美作勝山藩三浦家第3代。

## 生涯
下野壬生藩の第2代藩主・三浦安次の長男。天和2年（1682年）、父の死去により家督を継いで壬生藩主となる。貞享3年（1686年）11月には奏者番となったが、翌年に勤務怠慢が原因で処罰された。元禄2年（1689年）に若年寄となる。元禄5年（1692年）2月23日、3000石加増の2万3000石で日向国延岡に移封される。前領主の有馬家のために起こった一揆の余波に苦しんだとされている。しかし、積極的に藩政改革を行い、藩財政の立て直しを図ったとも言われる。
正徳2年（1712年）7月に三河刈谷に移封される。享保9年（1724年）2月に三男の明喬に家督を譲って隠居し、翌年3月10日に死去した。享年68。

## 系譜
- 父：三浦安次（1633-1682）
- 母：織田氏
- 正室：鍋島光茂の養女 - 鍋島直能の娘
- 継室：田中満吉の娘
  - 三男：三浦明喬（1689-1726）
- 側室：三枝氏他多数
- 生母不明の子女
  - 次男：三浦重次（1683-1695）
  - 男子：三浦明胤
  - 五男：三浦義理（1696-1756） - 三浦明喬の養子